# ادواردو برساتگی
ادواردو برساتگی (اسپانیایی: Eduardo Verástegui‎؛ ‏ تلفظ اسپانیایی: [eˈðwaɾðo βeˈɾasteɣi]؛ زادهٔ ۲۱ مهٔ ۱۹۷۴) خواننده، مدل، بازیگر اهل مکزیک است.
رسانه‌های مختلف ایده‌های سیاسی او را به‌عنوان ایدئولوژی‌های فوق‌العاده محافظه‌کار، دست راستی و اجتماعی-داروینیستی توصیف کرده‌اند. در حال حاضر، برساتگی رهبری جنبش ویوا مکزیکو (زنده‌باد مکزیک) را بر عهده دارد. در ۷ سپتامبر ۲۰۲۳، او به‌عنوان نامزد مستقل در انتخابات ریاست‌جمهوری مکزیک در سال ۲۰۲۴ ثبت‌نام کرد. اما بعداً به دلیل عدم تأمین امضاهای مورد نیاز از شرکت در انتخابات محروم شد. برساتگی فعال در رسانه‌های اجتماعی است و کانال یوتیوب فعال با نزدیک به ۳۰۰٬۰۰۰ مشترک دارد.
از فیلم‌ها یا برنامه‌های تلویزیونی که وی در آن نقش داشته‌است، می‌توان به بلا، پسر کوچک، پسر خدا، پل بلارت: پلیس بازار ۲، سی‌اس‌آی: میامی، برای شکوه بزرگتر و افسون‌شده اشاره کرد.